# Оцінка ймовірності землетрусу
Оцінка ймовірності землетрусу або прогнозування землетрусів — галузь науки про сейсмологію, яка пов'язана ймовірнісною оцінкою загальної сейсмічної небезпеки землетрусу, включаючи частоту та масштабність руйнівних землетрусів у певній місцевості протягом багатьох років чи десятиліть. Хоча прогнозування зазвичай вважається типом передбання, прогнозування землетрусів часто відрізняється від прогнозу землетрусів, метою якого є конкретизація часу, місця знаходження та масштабів майбутніх землетрусів з достатньою точністю, щоб можна було надавати попередження. Як прогнозування так і передбання землетрусів відрізняються від систем попередження про землетруси, які при виявленні землетрусу надають попередження в реальному часі для регіонів, які можуть постраждати.
У 1970-х роках вчені були впевнені, що незабаром буде знайдений практичний метод прогнозування землетрусів, але тривала невдача до 1990-х років привела багатьох до сумнівів, чи було це можливо. Демонстративно успішних прогнозів великих землетрусів не було, і кілька заяв про успіх є суперечливими. Отже, багато наукових та урядових ресурсів використовувались для імовірнісних оцінок сейсмічної небезпеки, а не для прогнозування окремих землетрусів. Такі оцінки використовуються для встановлення будівельних норм, структури страхових ставок, програм обізнаності та готовності, а також державної політики, пов'язаної з сейсмічними подіями. Крім регіональних прогнозів землетрусів, такі розрахунки сейсмічної небезпеки можуть враховувати такі фактори, як місцеві геологічні умови. Передбачуваний рух землі може бути використаний для критеріїв проектування будівельних конструкцій.

## Методи прогнозування землетрусів
Методи прогнозування землетрусів зазвичай шукають тенденції чи закономірності, що призводять до землетрусу. Оскільки ці тенденції можуть бути складними і включати багато змінних, для їх розуміння часто потрібні передові статистичні методи, тому їх іноді називають статистичними методами. Ці підходи мають, тенденцію мати відносно тривалі періоди часу, що робить їх корисними для прогнозу землетрусів.

### Еластичний відскок
Навіть найжорсткіші породи не є абсолютно жорсткими. Враховуючи велику силу (наприклад, між двома величезними тектонічними плитами, що рухаються один повз одного) земна кора буде згинатися або деформуватися. Згідно теорії еластичного відскоку Reid, (1910), врешті-решт деформація (напруження) стає досить великою, ніби щось ламається, як правило, за наявної несправності. Ковзання вздовж зламу (землетрус) дозволяє скелі з кожного боку відскочити до менш деформованого стану. У процесі енергія виділяється в різних формах, включаючи сейсмічні хвилі. Цикл тектонічної сили, що накопичується в пружній деформації і вивільняється при раптовому відскоку, потім повторюється. Оскільки зміщення від одного землетрусу коливається від менш ніж метра до приблизно 10 метрів (для землетрусу М 8), продемонстроване існування великих зміщень внаслідок удару ковзанням у сотні миль свідчить про існування тривалого циклу землетрусів.

### Характерні землетруси
Найбільш вивчені розломи землетрусу (такі, як мегаструст Нанкая, розлом Васатча та розлом Сан-Андреаса), мабуть, мають окремі сегменти. Характерні постулати моделі землетрусу, що землетруси, як правило, обмежені в цих сегментах. Оскільки довжини та інші властивості сегментів фіксуються, землетруси, що розривають всесь розлом, повинні мати подібні характеристики. До них належать максимальна величина (яка обмежена довжиною розриву) та кількість накопиченої деформації, необхідної для розриву сегмента розлому. Оскільки безперервний руху пластини призводять до того, що деформація постійно накопичується, в сейсмічній активності на даному сегменті повинні переважати землетруси подібних характеристик, які повторюються через певні регулярні інтервали. Для даного сегменту розладів ідентифікація цих характерних землетрусів та терміни їх частоти (або навпаки періоду повернення) повинні, таким чином, повідомити нас про наступний розрив; такий підхід, як правило, використовується для прогнозування сейсмічної небезпеки. Періоди повернення також використовуються для прогнозування інших рідкісних подій, таких як циклони і повені, і припускають, що майбутня частота буде схожа на частоту, що спостерігається на сьогодні.
Екстраполяція від землетрусів у Паркфілді 1857, 1881, 1901, 1922, 1934 та 1966 рр. призвела до прогнозу землетрусу близько 1988 року, або не пізніше 1993 року (з довірчим інтервалом 95 %) на основі характерної моделі землетрусу. Приладобудування було встановлено в надії виявити попередників передбачуваного землетрусу. Однак прогнозований землетрус відбувся до 2004 року. Невдача експерименту передбачення Паркфілда викликала сумнів щодо обґрунтованості самої характерної моделі землетрусу.

### Сейсмічні прогалини
При контакті, коли дві тектонічні плити ковзають повз один одного, кожна секція повинна врешті-решт ковзати, оскільки (в довгостроковій перспективі) жодна не залишається позаду. Але вони не всі сповзають одночасно; різні ділянки будуть знаходитися на різних етапах циклу накопичення деформації та раптового відскоку. У моделі сейсмічного розриву слід очікувати «наступного великого землетрусу» не в сегментах, де нещодавна сейсмічність зняла деформацію, а в проміжних прогалинах, де найбільша напруга невідповідності. Ця модель має інтуїтивну привабливість; вона використовується в довгостроковому прогнозуванні і була покладена в основу серії прогнозів навколо Тихого океану (Тихоокеанський край) у 1979 та 1989—1991 роках.
Однак, як відомо, деякі основні припущення щодо сейсмічних розривів зараз є невірними. Ретельне обстеження свідчить про те, що «може бути відсутність інформації в сейсмічних прогалинах про час виникнення або про масштаби наступної великої події в регіоні»; статистичні випробування навколо Тихоокеанського прогнозу показують, що модель сейсмічного розриву «не прогнозувала великих землетрусів». Інше дослідження зробило висновок, що тривалий тихий період не збільшував потенціал землетрусу.

## Помітні прогнози

### UCERF3

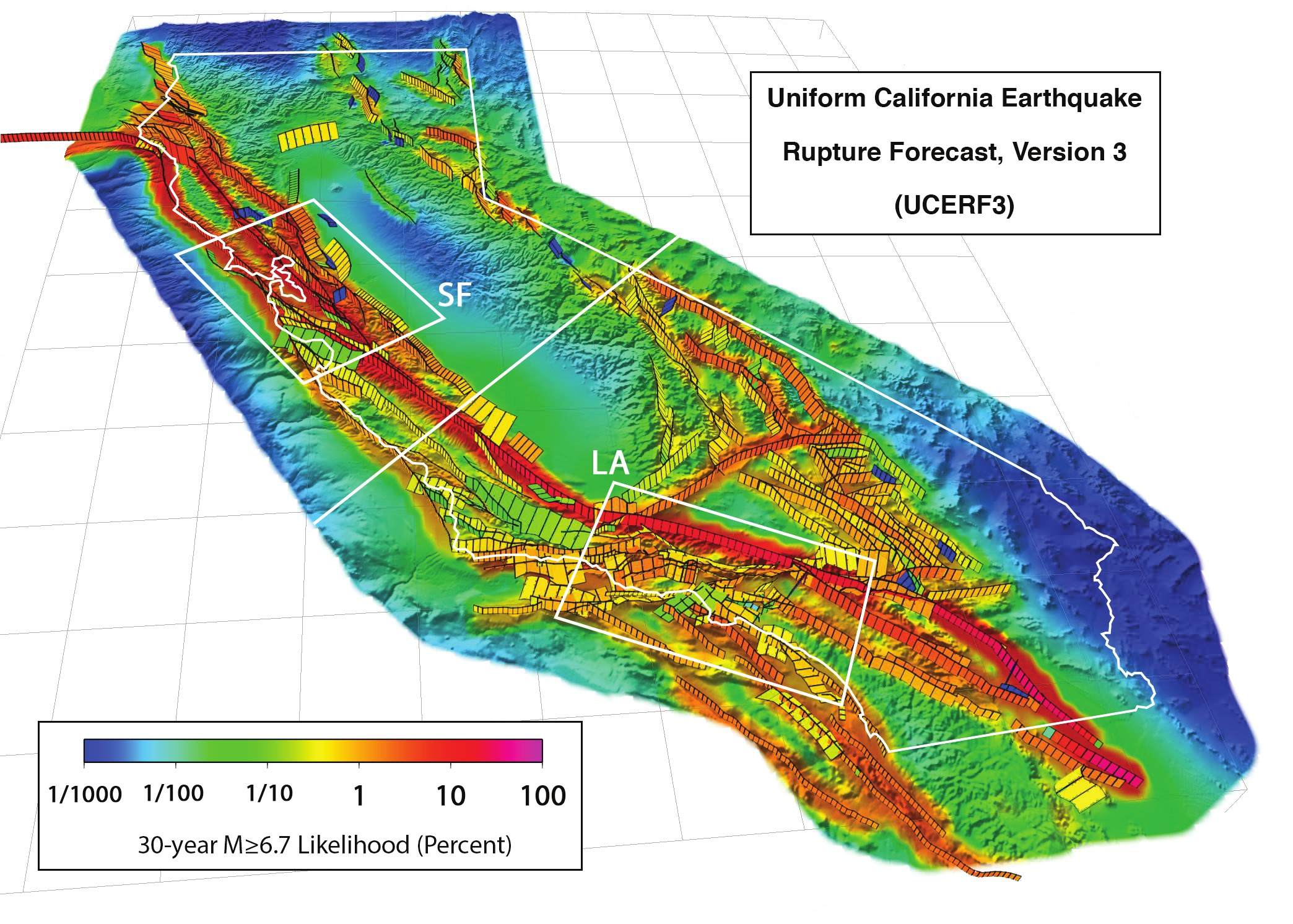
Каліфорнія (окреслена білим кольором) та буферна зона, що показує 2 606 підрозділів несправностей UCERF 3.1. Кольори вказують на ймовірність (у відсотках) переживання землетрусу М ≥ 6,7 в наступні 30 років, що пояснює стрес, накопичений з моменту останнього землетрусу. Не включає ефекти з зони субдукції Каскадії (не показано) у північно-західному куті.

Єдиний прогноз розриву землетрусу в Каліфорнії на 2015 рік , версія 3 або UCERF3 — це останній офіційний прогноз розриву землетрусів для штату Каліфорнія, який витіснив UCERF2. Він надає достовірні оцінки ймовірності та тяжкості потенційно руйнівних розривів землетрусу в довгостроковій та найближчій перспективі. Поєднуючи це з моделями руху наземних даних, можна отримати оцінки сили тремтіння землі, які можна очікувати протягом певного періоду (сейсмічна небезпека), та загрози для побудованого середовища (сейсмічний ризик). Ця інформація використовується для інформування інженерного проектування та будівельних норм, планування стихійних лих та оцінки того, чи достатні страхові внески від землетрусу для потенційних втрат. За допомогою UCERF3 можна обчислити різноманітні показники небезпеки; типовою метрикою є ймовірність магнітуди М 6,7 землетрусу (розмір землетрусу в Нордріджі 1994 року) за 30 років (типовий термін життя іпотечного кредитування) з 2014 року.
UCERF3 підготувала Робоча група з питань ймовірності землетрусів у Каліфорнії (WGCEP), співпраця між Геологічною службою Сполучених Штатів (USGS), Каліфорнійською геологічною службою (CGS) та Південним Каліфорнійським землетрусним центром (SCEC) зі значним фінансуванням від Каліфорнійського управління землетрусів (CEA).